# Trudník mazový
Trudník mazový (Demodex brevis) je vysoce specializovaný roztoč parazitující v mazových folikulech (hlavně na čele, nose a bradě) svého lidského hostitele. V souvislosti s parazitickým způsobem života je přizpůsoben tvarem těla prostředí, v němž se vyskytuje.

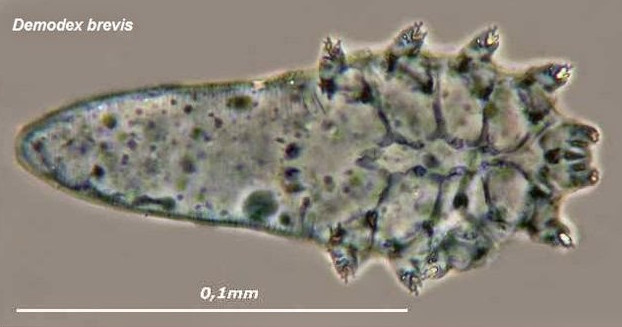
Dospělý trudník mazový

Spolu s trudníkem tukovým (Demodex folliculorum) a dalším více než stem trudníků rodu Demodex náleží do čeledi trudníkovitých s přibližně 130 druhy.
Trudník mazový je subtilnější než trudník tukový a žije jednotlivě.
Trudník mazový byl v lidské kůži objeven a popsán v roce 1963. V současné době se nákaza trudníkem vyskytuje v menší míře, v ČR jí trpí asi 10 % populace.[zdroj?]

## Popis
Má protáhlé červovité tělo. Sameček je menší, průměrná délka těla je 0,165 mm. Průměrná délka samice je 0,208 mm. Nejsou tedy viditelní pouhým okem, ale mikroskopicky. Tělo trudníka tvoří gnathosoma (přední, resp. ústní část), která má tvar lichoběžníku, makadla (palpy) a kusadla. Trny na hřbetní straně základního článku makadel jsou drobné a kuželovité. Podél střední části těla (podosoma) jsou rovnoměrně rozmístěny čtyři páry pahýlovitých noh, které mají pět článků. Epimery (deskovitá rozšíření) mají vroubkovaný střední okraj a nedotýkají se střední linie těla. Mezi deskami druhého a třetího páru noh je větší mezera než mezi deskami prvního a čtvrtého páru. Zadní část těla (opisthosoma) je příčně proužkovaná a vzadu zahrocená.

## Životní cyklus
Vývoj jedince je nepřímý: vajíčko, larva, protonymfa, tritonymfa a dospělec. Larva má pouze tři páry noh a ty mají jen dva články. Délka vývoje se pohybuje okolo 14–15 dní.

## Projevy infekce
Trudník mazový žije jednotlivě v kožních mazových žlázách, kde se pravděpodobně živí odumřelými buňkami. Histologické vyšetření neprokázalo zvětšení tukových žláz nebo metaplazii epiteliálních buněk. Výskyt trudníka mazového probíhá bez klinického projevu. Patogenita je minimální, proto se neuplatňuje žádný léčebný prostředek. Napadena je asi pětina až čtvrtina veškeré populace, přičemž napadení vzrůstá s věkem nad 60 let (přes 50 %) a s používáním kosmetických přípravků. Napadáni jsou častěji muži než ženy. Ačkoli infekce trudníkem mazovým probíhá bez klinického projevu, může být kosmetickým problémem.